# Rotblauer Pappel-Prachtkäfer

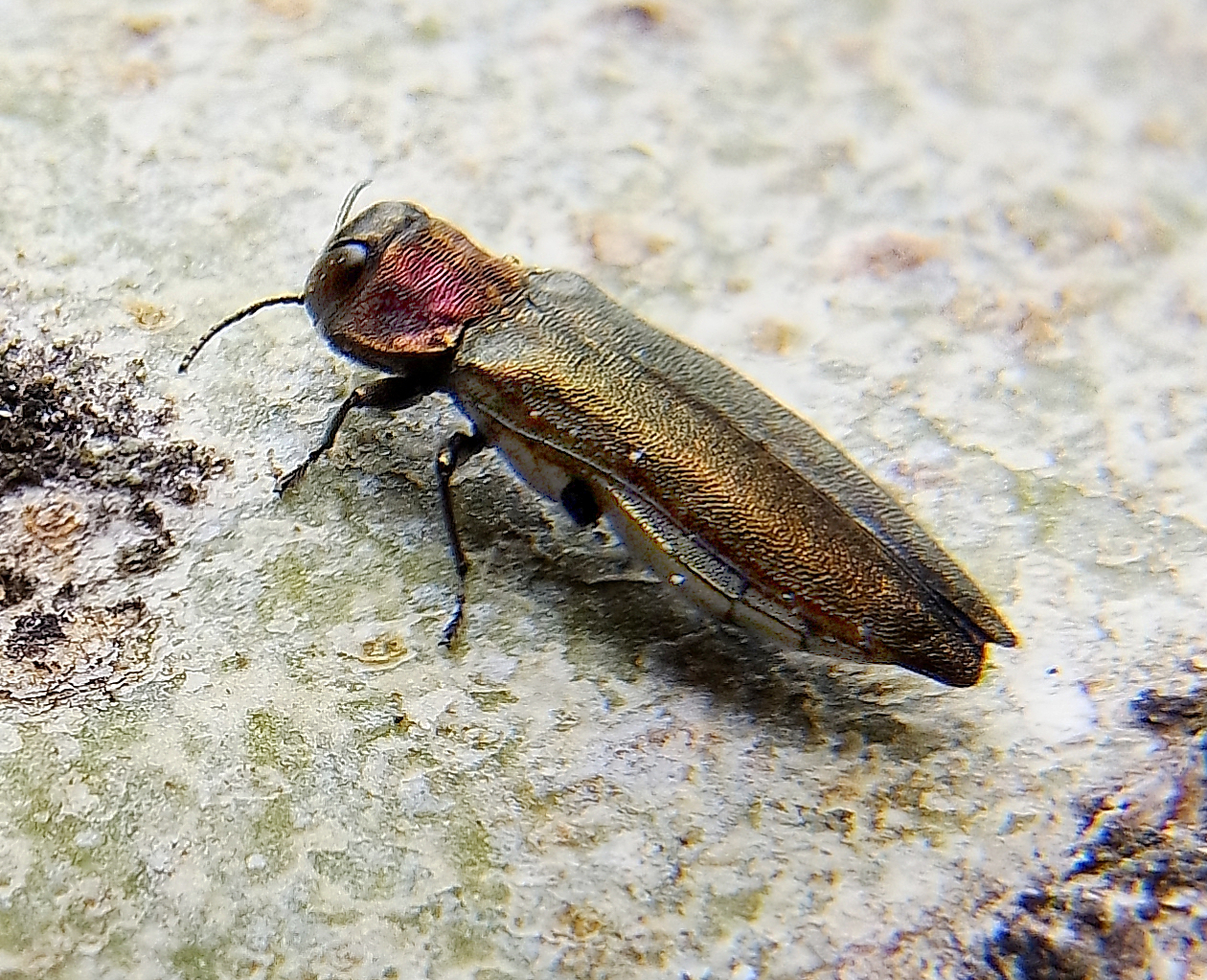
Abb. 1: Seitenansicht

Der Rotblaue Pappel-Prachtkäfer (Agrilus pratensis)  ist ein Käfer aus der Familie der Prachtkäfer und der Unterfamilie der Agrilinae. Der Käfer gehört zu der großen  Gattung Agrilus, die in Europa durch über siebzig größtenteils schwer zu unterscheidende Arten vertreten ist.
Der Artname pratensis (auf der Wiese lebend von lat. prātum: Wiese) ist irreführend, da der Käfer überwiegend auf Pappeln anzutreffen ist. Die Farbkombination rot-blau, die im deutschen Namen enthalten ist, ist nur bei einem Teil der Individuen zu beobachten.

## Merkmale des Käfers
Der schlanke, nach hinten zugespitzte Körper wird vier bis acht Millimeter lang. Der Käfer ist unauffällig dunkel behaart und erscheint kahl. Wegen seiner Zweifarbigkeit gehört er zu den leichter zu bestimmenden Arten der Gattung, und die Art kann unter den mitteleuropäischen Arten nur mit Agrilus auricollis und den Weibchen von Agrilus viridis typicus verwechselt werden. Der Halsschild ist golden bis kupferrot, die Flügeldecken schwarz mit grünem oder blauem Metallschimmer. Der Kopf kann in der Färbung mit dem Halsschild oder den Flügeldecken übereinstimmen.
Der Kopf ist kurz und senkrecht zur Körperachse nach unten geneigt. Der Scheitel ist hochgewölbt. Die großen Augen stehen leicht vor. Sie erreichen fast den Vorderrand des Halsschilds. Die elfgliedrigen Fühler sind vor den Augen oberhalb der Verbindungslinie der unteren Augenränder eingelenkt.
Der doppelt gerandete Halsschild ist neben dem Seitenrand zwischen Mitte und Hinterwinkel auffallend niedergedrückt. In jedem Hinterwinkel entspringt ein deutlich erhabener Kiel, bei Agrilus auricollis dagegen fehlen Kiele.
Die Beine sind zierlich. Die Tarsen sind alle fünfgliedrig.

## Biologie
Die Larven entwickeln sich in geschädigten oder kürzlich abgestorbenen Zweigen und Ästen verschiedener Pappelarten, insbesondere in der Schwarz-Pappel und der Espe.
Die Käfer erscheinen in Mitteleuropa von Mai bis August. Die stenotope Art ist dem natürlichen Lebensraum der Wirtspflanze folgend in Flussauen und an Waldrändern hauptsächlich auf den Blättern von Stockausschlägen zu finden.

## Verbreitung
Die Art ist ein sibirisches Faunenelement, das von Ostsibirien in verschiedenen Rassen westlich bis Frankreich verbreitet ist und in der Unterart meridionalis nach Spanien einstrahlt. Schweden und Finnland werden nur im Süden erreicht, im nördlichen Teil des europäischen Russlands fehlt die Art.
In Deutschland ist die Art hauptsächlich in der Mitte und im Süden verbreitet, wobei sie höhere Lagen meidet. In Baden-Württemberg steigt die Art in wärmebegünstigten Lagen bis achthundert Meter, weitaus die meisten Funde stammen aus Höhen zwischen hundert und zweihundert Metern.